# Phoca
Phoca är ett släkte öronlösa sälar, inom familjen Phocidae. Släktet innehåller två arter, knubbsälen och largasälen. Ett flertal arter som tidigare klassificerats i det här släktet har nu delats in i släktena Pusa, Pagophilus, och Histriophoca. De listades tidigare som undersläkten till Phoca.
Knubbsälen har ett större och robustare kranium än largasälen. Hela kroppslängden varierar mellan 120 och 200 cm och vuxna djur väger 50 till 170 kg. Honor är allmänt lite mindre än hannar.
IUCN listar släktets två arter som livskraftig (LC).